# Miloš Obrenović
Miloš Obrenović, srp. Милош Обреновић, (18. ožujka 1780. – 26. rujna 1860.) je bio srpski knez. Vladao je Srbijom u dva navrata: 1815. – 1839. i 1858. – 1860. godine. Bio je veliki državnik i diplomat. Jedan je od zaslužnijih za dobar politički status Srbije u Europi.
Miloševo prezime je bilo Teodorović. Prezime Obrenović preuzeo je 1810. godine, poslije smrti svog polubrata Milana. Pretpostavlja se da je tako postupio jer je Milan, kao istaknuti vojvoda, imao veliki ugled u narodu. Uz njega je Miloš prošao kroz gotovo sve veće bitke u Prvom srpskom ustanku. Zbog pokazane hrabrosti, Karađorđe mu je povjerio Užičku nahiju na upravu i obranu.
Poslije propasti ustanka, Miloš je bio jedini od istaknutijih vojvoda koji je ostao u Srbiji. Dobio je amnestiju od Turaka i postao oberknez Rudničke, a zatim Požeške i Kragujevačke nahije.
23. travnja 1815. Miloš je bio na čelu Drugog srpskog ustanka, koji je podigao u Takovu. Sudjelovao je u najvažnijim bitkama i osobno vodio pregovore s Turcima. Tako je 25. listopada 1815. godine sklopio usmeni dogovor s Ali-pašom o mješovitoj srpsko-turskoj upravi u Beogradskom pašaluku. Dogovor je uređen posebnim fermanom, kojim je Srbija i službeno dobila nekoliko značajnih povlastica.
Miloš nije birao načina kako bi učvrstio svoj položaj i kako bi izborio što veću autonomiju za Srbiju. Turke je potkupljivao, a potencijalne konkurente za vlast je uklanjao. Kada je u srpnju 1817. godine u Srbiju tajno došao Karađorđe radi dogovora o organiziranju zajedničkog ustanka Grka, Srba i Bugara, Miloš je iz "državnih razloga" naredio ubijanje Karađorđa.
Upornom diplomacijom i uz mnogo političkog takta, Miloš je 29. kolovoza 1830. zadobio poseban sultanov akt o djelomičnoj unutrašnjoj samoupravi i slobodnoj školi, takozvani hatišerif. Posebnim beratom Milošu je bilo priznato nasljedno baš-kneževsko dostojanstvo.
Iako je sam bio nepismen, knez je dobro osjećao potrebe novog vremena. Zahvaljujući njemu, srpski mladići su počeli školovati se u Rusiji, Ugarskoj, Austriji i Njemačkoj, dok su, po kneževom pozivu, u Srbiju počeli dolaziti liječnici, profesori, inženjeri. Gospodarstvo cijele zemlje je uznapredovalo, pogotovo zbog toga što se novi stanovnici šalju u opustjele oblasti, a za to su dobili značajne porezne olakšice.
Međutim, zbog Miloševa despotskog načina vladanja došlo je do ujedinjenja starješinskog sloja, koji je postao ozbiljna prijetnja njegovoj samovlasti. Njegovi politički protivnici uspjeli su 1835. godine nametnuti prvi Ustav srpske moderne države, poznatiji kao "Sretenjski ustav". Taj ustav je brzo suspendiran jer nije odgovarao velikim silama: Rusiji, Austriji i Turskoj. Umjesto njega, 1838. godine donesen je jedan hatišerif, nazvan "Turski ustav". Ovim ustavom kneževa vlast je ograničena vijećem, sastavljenim od izvjesnog broja vijećnika, koje knez nije mogao otpustiti.
Ne mireći se s takvom podjelom vlasti, Miloš je 1. lipnja 1839. godine bio prinuđen abdicirati i napustiti zemlju. Naslijedio ga je teško bolesni stariji sin Milan, koji je umro poslije nepunih mjesec dana, pa je prijestolje pripalo Miloševom mlađem sinu Mihailu.
Mihailo je nastavio vladati po uzoru na svog oca, pa je i on ubrzo prognan iz zemlje. Ustavobranitelji su 1842. godine doveli Karađorđevog sina Aleksandra, koji je vladao do 1858. godine. Nakon devetnaest godina izganstva, Miloš se vratio u Srbiju i započeo svoju drugu, kratkotrajnu vladavinu, koja je trajala do 1860.